# جان هرل
جان هرل (انگلیسی: John Harle؛ زادهٔ ۲۰ سپتامبر ۱۹۵۶) یک موسیقی‌دان، آهنگساز و نوازندهٔ ساکسوفون اهل بریتانیا است. وی از سال ۱۹۷۳ میلادی تاکنون مشغول فعالیت بوده‌است.
وی دانش‌آموختهٔ کالج سلطنتی موسیقی لندن است و برای مدتی، عضو ارکستر مایکل نایمن و همچنین اُرکستراتور استنلی مایرز بود. جان هرل به مدت ۶ سال مشاور هنری پل مک‌کارتنی و هنرمندان دیگری همچون الویس کاستلو، هربی هنکاک و المر برنستاین هم همکاری نزدیک داشت.
از فیلم‌ها یا مجموعه‌های تلویزیونی که وی در آن‌ها نقش داشته‌است می‌توان به شاهد خاموش اشاره نمود.